# Morte de Diana, Princesa de Gales
Nas primeiras horas de 31 de agosto de 1997, Diana, Princesa de Gales, faleceu em um hospital de Paris, França, após ser gravemente ferida em um acidente de carro em um túnel rodoviário na mesma cidade. Seu namorado, Dodi Al-Fayed, e o motorista do Mercedes-Benz W140, Henri Paul, foram declarados mortos no local. Seu guarda-costas, Trevor Rees-Jones, sobreviveu com ferimentos graves.
Alguns meios de comunicação alegaram que o comportamento errático dos paparazzi seguindo o carro, conforme relatado pela BBC, contribuiu para o acidente. Em 1999, uma investigação francesa descobriu que Paul, que perdeu o controle do veículo em alta velocidade enquanto estava intoxicado por álcool e sob os efeitos de medicamentos prescritos, foi o único responsável pelo acidente. Ele era o vice-chefe da segurança do Hôtel Ritz e já havia instigado os paparazzi que esperavam por Diana e Al-Fayed do lado de fora do hotel. Antidepressivos e traços de um antipsicótico em seu sangue podem ter piorado a embriaguez de Paul. Em 2008, o júri de um inquérito britânico retornou um veredicto de homicídio ilegal pela negligência do motorista e os paparazzi por seguirem o veículo. Os primeiros relatos da mídia afirmavam que Rees-Jones sobreviveu porque estava usando cinto de segurança, mas outras investigações revelaram que nenhum dos ocupantes do carro estava usando cinto de segurança.
Diana tinha 36 anos na data de seu falecimento. Sua morte causou uma onda de luto público sem precedentes no Reino Unido e no mundo todo, e seu funeral foi assistido por cerca de 2,5 bilhões de pessoas. A família real britânica foi criticada na imprensa por sua reação à morte de Diana. O interesse público por Diana permaneceu alto e ela manteve a cobertura regular da imprensa nos anos após sua morte.

## Circunstâncias

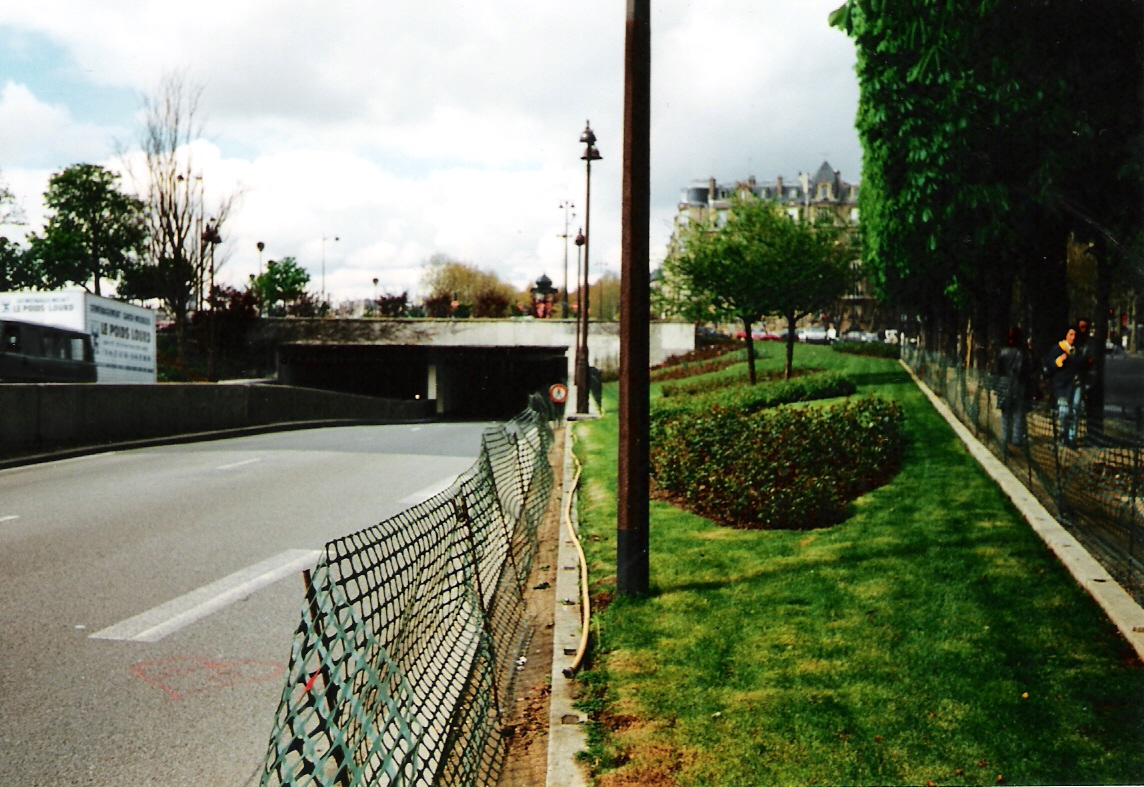
O túnel da Ponte de l'Alma

Mais tarde naquela noite de sábado de 30 de agosto, a princesa e Fayed saíram do Hôtel Ritz, na Praça Vendôme, Paris, e ficaram juntos na margem norte do Sena. Pouco tempo depois, a 0h25 do dia 31 de agosto, a Mercedes-Benz S 280 deles (com mudanças manuais) entrou no túnel abaixo da Praça de l'Alma em alta velocidade, seguido por nove fotógrafos franceses em motocicletas.  
Na entrada do túnel, o carro perdeu o controle, desviou-se para a esquerda e colidiu diretamente com o décimo terceiro pilar que sustentava o teto, rodopiando até parar. Não havia contratrilhos entre os pilares para prevenir isso. Dois americanos que estavam em Paris ouviram o barulho e correram para o local. Joanna Luz e Tom Richardson, ambos de San Diego, contaram à CNN que estavam caminhando pelo Sena quando ouviram uma explosão e tiros agudos vindos do túnel (estas testemunhas oculares não foram identificadas pela Scotland Yard).
| “ | Então eu e um homem alemão corremos até o túnel para ver se podiamos ajudar alguém a sair do carro, e um outro alemão, no local, começou a correr na nossa direção, para fora do túnel, como se o carro fosse explodir, então retornamos e corremos para fora do túnel... mas quinze segundos depois voltámos... os paparazzi fotografavam | ” |

Tom Richardson
| “ | Era um Mercedes azul, e o airbag estava no lado do passageiro, e a buzina, depois da explosão houve uma buzina - por dois minutos, e eu pensei que era o motorista afundado no volante... Nós estávamos caminhando pelo rio Sena e ouvimos uma grande explosão... | ” |

 Joanna Luz
Mesmo com as vítimas do acidente seriamente feridas ou mortas dentro do carro destroçado, os fotógrafos continuaram a tirar fotos. Alega-se que Diana, em estado crítico, murmurou repetidas vezes: "oh, meu Deus", e, depois que os paparazzi foram retirados pelas equipas de emergência, que teria dito as palavras "me deixem em paz".   
Dodi Fayed e Henri Paul tiveram morte instantânea. Trevor Rees-Jones estava ainda consciente e tinha sofrido múltiplas e sérias lesões no rosto. A perícia técnica, chamada Operation Paget confirmou que nenhum dos ocupantes do carro estava usando cinto de segurança no momento da colisão. Muitos especulam que, se Diana estivesse usando-o, seus ferimentos não teriam sido letais. A princesa ficou presa nas ferragens por cerca de uma hora, o teto foi cortado e ela pôde ser retirada viva. Depois de estabilizarem os seus sinais vitais no local, Diana foi levada por uma ambulância ao Hospital Pitié-Salpêtrière, chegando lá pouco depois das 2h00 da madrugada. Apesar das tentativas de salvá-la, seus ferimentos internos eram muito extensos: devido ao choque contra o banco do ocupante, seu coração foi deslocado do lado esquerdo ao direito do seu peito, rompendo a veia pulmonar esquerda e o pericárdio, o que causou uma enorme hemorragia interna. Ela foi submetida a uma cirurgia de emergência, mas os danos eram irreparáveis. Duas horas mais tarde, às 4h00 da madrugada, devido ao choque hipovolêmico e à falência cardiorrespiratória, os médicos anunciaram que Diana havia falecido. Às 5h30, sua morte foi anunciada à conferência de imprensa feita por um doutor do hospital, Jean-Pierre Chevènement (ministro do Interior da França) e Sir Michael Jay (embaixador britânico da França). 
Mais tarde naquela manhã, Chevènement, junto com Lionel Jospin, o então primeiro-ministro, com Bernadette Chirac, esposa do presidente Jacques Chirac, e com Bernard Kouchner, ministro da Saúde, visitaram o quarto de hospital onde estava Diana, já morta, a fim de prestar respeito. Depois de suas visitas, o arcediago anglicano da França, Bispo Martin Draper, disse orações comendatórias do Livro de Oração Comum. 
Por volta das 2h00 da madrugada, o Príncipe de Gales e as duas irmãs de Diana, Lady Sarah McCorquodale e Lady Jane Fellowes, chegaram em Paris; eles deixaram seu corpo noventa minutos depois.

## Eventos seguintes
Repórteres da mídia inicialmente disseram que o carro de Diana tinha colidido no pilar numa velocidade de 190 km/h (120 mph) e que o ponteiro do velocímetro tinha emperrado nesta posição. Foi anunciado depois que a velocidade verdadeira do carro durante a colisão estava entre 95 e 110 km/h (60-70 mph) e que o velocímetro não tinha ponteiro, já que era digital; isso divergia com a lista de equipamentos avaliáveis do Mercedes-Benz W140 S-Class, que usava um velocímetro analógico computadorizado. O carro certamente estava circulando muito mais rápido do que o limite de velocidade legal de 50 km/h (30 mph) e mais rápido do que era prudente para passar sob a Ponte de l'Alma. Em 1999, a investigação francesa concluiu que o Mercedes teve contato com outro veículo (um Fiat Uno branco) dentro do túnel. O motorista do Fiat Uno nunca foi identificado, e o veículo em questão nunca foi achado. 
Os juízes franceses concluíram também naquele ano, com uma investigação de 6 mil páginas, que o acidente foi causado por um motorista intoxicado que tentava fugir de paparazzi em alta velocidade.
Em novembro de 2003, foi declarado que Christian Martinez e Fabrice Chassery, que tiraram fotografias das vítimas depois do acidente, e Jacques Langevin, que tirou fotografias do casal depois que este saiu do Hotel Ritz, romperam as leis de privacidade francesas.
Em 6 de janeiro de 2004, seis anos e quatro meses depois de sua morte, um inquérito sobre as mortes de Diana e Dodi foi aberto em Londres por Michael Burgess, o magistrado encarregado pela Rainha de investigar mortes suspeitas. Burgess pediu ao comissário do Serviço de Polícia Metropolitano, Sir John Stevens, para fazer investigações, em resposta às especulações em volta da morte de Diana. A equipe da Polícia Metropolitana divulgou as informações obtidas na Operação Paget em dezembro de 2006.
Em janeiro de 2006, Stevens explicou numa entrevista com à estação de televisão GMTV que o caso era mais complicado do que imaginava. O jornal The Sunday Times escreveu em 29 de janeiro de 2006 que agentes do serviço secreto britânico foram minuciosamente examinados, uma vez que estavam em Paris no horário do acidente. Foi sugerido que tais agentes trocaram o exame de sangue do motorista por outro exame.
Em 13 de julho de 2006, a revista italiana Chi publicou fotos mostrando a princesa em seus "últimos momentos", apesar de um escurecimento não-oficial nas imagens também ser publicado. As fotografias foram tiradas pouco tempo depois do acidente e mostram a princesa deitada no banco traseiro enquanto um paramédico tentava colocar uma máscara de oxigênio em seu rosto ensanguentado. A mesma fotografia foi também publicada em outras revistas, espanholas e italianas, bem como em jornais desses países.
O editor da Chi defendeu-se alegando que somente as publicou pela "simples razão de que elas não tinham sido vistas ainda". Também disse que as imagens não desrespeitavam a memória da princesa. A mídia britânica recusou-se publicar as imagens.

## Teorias da conspiração
Embora todas as investigações apontem a morte da princesa Diana como acidental, Mohamed Al-Fayed e o Daily Express apoiam teorias da conspiração, afirmando que ela foi assassinada.

### Henri Paul
A conclusão das investigações francesas de que Henri Paul estava embriagado tem como base a análise das amostras de seu sangue, que continham um nível de álcool (de acordo com Jay em dezembro de 1997) três vezes maior do que o limite legal. Essa análise inicial foi desafiada por um patologista britânico contratado pelos Fayed. Em resposta, as autoridades francesas ordenaram um terceiro teste, desta vez usando o medicalmente mais conclusivo fluido da esclera (branco do olho), que confirmou o alto nível de álcool no sangue de Henri Paul e que também mostrou que o motorista estava tomando antidepressivos. Foi alegado, na noite do acidente pela CCTV, que o nível de álcool encontrado não era consistente com o comportamento sóbrio de Henri Paul.
As família de Dodi Al-Fayed e de Henri Paul não aceitaram as informações obtidas pela investigação francesa. Fayed acredita que uma conspiração bastante elaborada foi feita para matar seu filho e a princesa.
Em novembro de 2006, várias fontes de notícias disseram saber sobre a identidade da pessoa à qual as amostras de sangue verdadeiramente pertenciam. Elas pertenceriam provavelmente a uma vítima de suicídio. O patologista forense francês Dominique Lecomte foi acusado de tentar induzir a investigação a erros, mas não há evidências. Outras fontes disseram que enquanto havia erros e omissões no relatório dos patologistas, amostras de DNA confirmavam que o dono do sangue com alto nível de álcool era realmente o motorista.
Em 10 de dezembro de 2006, foi notificado que a evidência do DNA conclui que o sangue testado era o de Henri Paul. A BBC disse que os testes confirmavam que as amostras póstumas de sangue originais eram do motorista e que ele tinha três vezes mais o limite legal de álcool no sangue.
Em dezembro de 2006, o inquérito sobre os eventos de 31 de agosto de Lord Stevens, ex-chefe do Serviço de Polícia Metropolitano, notaram que Henri Paul estava dispensado naquela noite em questão. Porém, foi convocado inesperadamente por Dodi Al-Fayed, que solicitou que ele dirigisse. Ele não esperava ser chamado para dirigir, o inquérito concluiu, quando ele começou a beber naquela noite, no bar do Hotel Ritz. Uma busca no seu apartamento não revelou nenhum hábito de beber bebidas fortes, mas achou uma coleção de álcool consistente com o hábito de beber socialmente e com moderação.

### Envolvimento do MI6
Richard Tomlinson, um ex-agente do MI6, disse que o Serviço Secreto de Inteligência Britânica estava monitorando a princesa Diana antes de sua morte, que seu motorista era um agente do MI6 e que sua morte se espelhava com os planos que ele viu em 1992 para o assassinato do então presidente da Sérvia, Slobodan Milošević. Tomlinson foi apreendido pelas autoridades francesas em julho de 2006, como parte do inquérito sobre a morte da princesa, e a polícia apoderou-se de arquivos de seu computador e de papéis em sua casa em Cannes.

### Gravidez
Entre os motivos que dão razões para o "assassinato" de Diana, está incluída a especulação de que ela estaria grávida de Dodi. Em janeiro de 2004, o ex-magistrado encarregado pela Rainha de investigar mortes suspeitas, Dr. John Burton, disse numa entrevista com o jornal The Times que ele estava presente na examinação póstuma do corpo da princesa no mortuário de Fulham, onde Burton pessoalmente examinou seu útero, concluindo que ela não estava grávida. O relatório de Lord Stevens confirma isso.
Mais tarde, a rede de televisão americana CBS transmitiu imagens do acidente, mostrando intactos o lado traseiro e a parte central da Mercedes, incluindo uma Diana não-ensanguentada e sem ferimentos externos, agachada no fundo traseiro do veículo, com suas costas ao banco passageiro direito - a porta direita do carro intacto está completamente aberta. A permissão para divulgação dessas imagens causou tumulto no Reino Unido, onde se acreditava que a privacidade da princesa estava sendo infringida. Isso incitou mais uma ação judicial para Mohamed Al-Fayed. Aproximadamente, vinte fotos desconhecidas do acidente devem estar arquivadas com a CBS.
Em outubro de 2003, o Daily Mirror publicou uma carta da princesa Diana, na qual, dez meses antes de sua morte, ela escreveu sobre um possível plano para matá-la, bulindo os freios de seu carro. "Essa fase particular em minha vida é a mais perigosa". A princesa também disse que [nome deletado] "estava planejando 'um acidente' em seu carro, falha dos freios e sérios ferimentos na cabeça, em ordem para deixar o caminho limpo para Charles se casar".

### Cinto de segurança
Houve uma discussão da mídia em abril de 2006, sugerindo que Diana não costumava usar cinto de segurança. Além disso, o fato de ambos não estarem usando cinto de segurança ou o fato de os cintos terem falhado foram sinistros, aumentando as ideias sobre sabotagem. Outra questão é se a princesa usou o cinto de segurança o tempo todo.
"O certo é que ela não estava usando um cinto de segurança, o que faz as coisas piores. Nós gostaríamos de pensar que, se ela estivesse usando um, poderíamos tê-la salvo". Prof. Andre Lienhart, que revisou a resposta dos serviços de emergência para a investigação do governo francês.

### Transporte ao hospital
O tabloide britânico Daily Express mantém viva a questão do por quê a ambulância que transportava Diana demorou em torno de setenta minutos para viajar 3,7 milhas até o Hospital Pitié-Salpêtrière, passando por dois outros hospitais no caminho. Numa entrevista com o programa nomeado 'Who Killed Diana?, o cirurgião que operou a princesa explicou que a jornada demorada pode ter diminuído as chances de sobrevivência. Ele também explicou que os três hospitais em Paris operam numa rota para tratamento de sérios ferimentos. Na noite do acidente, Pitié-Salpêtrière ficou sobrecarregado em lidar com tais ferimentos. 

## Funeral e reação pública
A morte de Diana foi recebida com extraordinárias expressões públicas de pesar, e seu funeral na Abadia de Westminster em 6 de setembro de 1997 atraiu três milhões de lamentadores em Londres, bem como uma cobertura de televisão ao redor do mundo, o que dominou as notícias da morte, no dia anterior, da Madre Teresa em Calcutá.
Mais de um milhão de buquês foram deixados na residência londrina da princesa, o Palácio de Kensington, enquanto perto da propriedade ancestral de sua família, Althorp, se pedia ao público para parar de trazer flores, como o volume de gente e de flores nas circundantes estradas estava causando uma ameaça à segurança pública.
A reação da família real à morte da princesa Diana causou um inédito montante de ressentimento e protesto; esse fato, com as discussões privadas da Rainha com o primeiro-ministro Tony Blair, é representado no filme A Rainha, de 2006. A Rainha Elizabeth II estava na sua residência no Castelo de Balmoral, e sua decisão inicial de não retornar à Londres e de não fazer mais publicamente pranteadeira foi muito criticada naquele tempo.
A rígida aderência da família real ao protocolo foi interpretada por alguns como uma falta de compaixão: a recusa do Palácio de Buckingham de não hastear o Estandarte Real a meio-pau (posição de bandeira) provocou furiosas manchetes em jornais. "Where is our Queen? Where is her Flag?", perguntou The Sun. A postura do palácio era uma do protocolo real - o Estandarte Real nunca é hasteado a meio-pau e é a bandeira do soberano, e o soberano nunca morre: o novo monarca imediatamente sucedeu seu ou sua antecessor(a). Ao invés disso, a bandeira do Reino Unido foi rebaixada para meio-pau no Palácio de Buckingham, como a rainha deixou o palácio para ir à Abadia de Westminster no dia do funeral de Diana.
A Rainha, que retornou à Londres de Balmoral, concordou com uma transmissão via televisão para a nação. Em Downing Street, o que era para ser uma seção gravada virou uma transmissão ao vivo, e o roteiro foi revisado por Alastair Campbell para ficar mais "humano".
As pessoas que acompanharam o processo do funeral depositaram flores antes de sua jornada e depois do serviço, e veículos até mesmo pararam na parte oposta da auto-estrada M1 enquanto o carro que levava o caixão da princesa, acompanhado de motocicletas da polícia, passava na rota em direção a Althorp. Fora da Abadia de Westminster, multidões alegravam as dúzias de celebridades que entravam em fila na abadia; entre elas, o cantor Sir Elton John (que cantou e reescreveu a canção "Candle in the Wind", sob o nome de "Candle in the Wind 1997"). O serviço foi transmitido via televisão ao redor do mundo, e altifalantes foram colocados fora da abadia, para que as pessoas pudessem ouvir o que se passava lá dentro. O protocolo foi menosprezado quando os convidados aplaudiram o discurso do irmão de Diana, Lord Spencer, que criticou fortemente a imprensa e indiretamente a família real, por seu tratamento para com Diana.
Diana, Princesa de Gales, está enterrada em Althorp em Northamptonshire, numa ilha no meio de um lago, chamado de "Roda Oval". Em seu caixão, ela usava um vestido Catherine Walker preto, e um roseiral foi posto entre suas mãos. Um centro de visita é aberto durante os meses de verão em Althorp, permitindo que visitantes possam ver uma exibição sobre a vida da princesa e possam andar em volta do lago.

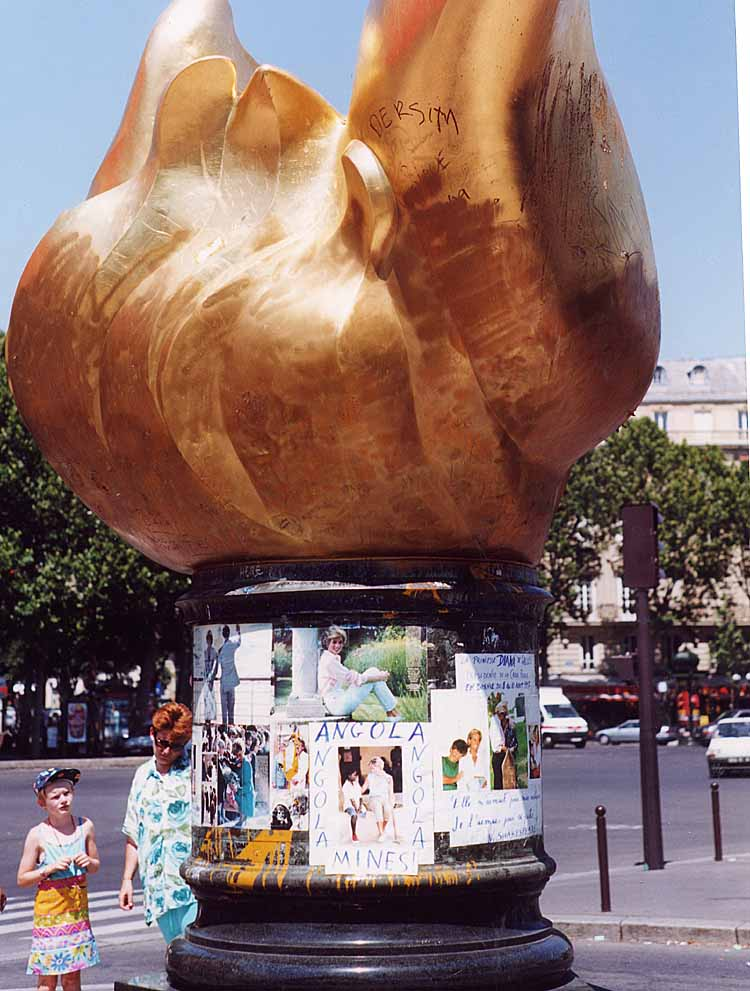
A Chama da Liberdade, que fica acima da entrada do túnel onde Diana morreu. Os fãs de Diana o decoram com cartazes, que são, por lei, removidos pelas autoridades francesas.

Quatro semanas após seu funeral, foi estimado que a taxa de suicídios na Inglaterra e em Gales cresceu aproximadamente 17%, se comparado com o número suicídios de anos anteriores. Estudiosos acreditam que isso foi causado pelo efeito da "identificação", pois 45% das vítimas eram similares à Diana: mulheres com idade entre vinte e cinco e quarenta e quatro anos.
Mesmo com os anos que se seguiram após sua morte, o interesse na vida de Diana continua alto, especialmente nos Estados Unidos. Numerosos manufaturadores de coleções permanecem a produzir mercadorias de Diana, como bonecas. Algumas pessoas até mesmo consideram Diana uma santa, gerando muita polêmica.
Como um memorial temporário à Diana, o público co-optou a Flamme de Liberté (Chama de Liberdade), um monumento perto do túnel da Ponte de l'Alma, relacionando-o com a doação francesa da Estátua da Liberdade para os Estados Unidos. As mensagens de condolência têm sido desde então removidas pelas autoridades, mas isso não impede que turistas e visitantes deixem mensagens no lugar em sua memória. A parede de concreto na borda do túnel ainda é usada como um memorial improvisado para pessoas escreverem seus pensamentos e sentimentos a respeito da princesa. Em 6 de julho de 2004, um memorial permanente, a Fonte Memorial de Diana, Princesa de Gales, foi inaugurado em Hyde Park, Londres, mas já foi fechado duas vezes para reparos e é criticado por não ser "especial" o suficiente para lembrar Diana.

## Investigação de 2004-2006
Lord Stevens, ex-chefe da Polícia Metropolitana, dirigiu uma investigação a respeito das circunstâncias da morte de Diana. O inquérito anunciou que tinha achado uma "nova evidência forense" e novas testemunhas e comentou que o caso era "mais complexo que qualquer um já pensou" e que algumas questões feitas por Mohamed Al-Fayed estavam prontas para serem respondidas. O relatório, que custou quatro milhões de dólares, tinha 832 páginas de tamanho A4, com 324 800 palavras e 16 capítulos e foi elaborado durante 3 anos por uma equipe de 15 detetives, que ouviram 300 testemunhas e que analisou 1 500 documentos. Tinha como objetivo acabar com as suspeitas de conspiração e de obstrução de Justiça por parte da Família Real Britânica, nomeadamente de Philip, Duque de Edimburgo, a quem Mohamed Al-Fayed acusa de ser racista e de ter se envolvido com agentes secretos do MI5 e MI6.    

### Conclusões de dezembro de 2006
Em 14 de dezembro de 2006, o inquérito publicou as informações obtidas pelo relatório da Operação Paget. Abaixo estão algumas dessas informações desse inquérito:
- A batida no 13° pilar do túnel ocorreu numa velocidade de 98 a 101 km/h.

- Um grau de alcoolemia de 1,7 g/l no sangue do motorista Henri Paul foi detectado.

- Análises de DNA mostram que as amostras de sangue pertenciam realmente ao motorista, acabando com a tese de que o sangue havia sido trocado. O sangue de Henri Paul foi comparado com o de seus pais.

- Henri Paul estava dispensado na noite em questão, mas foi convocado de repente por Dodi Al-Fayed, que pediu a ele para que dirigisse. Ele não esperava que seus serviços fossem requeridos e por isso bebeu naquela noite. Uma procura em seu apartamento, entretanto, não revelou o hábito de beber excessivamente.

- Um quantia de 2 800 euros foi encontrada no bolso do motorista, que recebeu do DST (Direction de Surveillance du Territoire, serviço secreto francês) por informações sobre o casal.

- As mortes da princesa Diana e de seu namorado Dodi Al-Fayed foram causadas por um acidente automobilístico, em função da condução errática e veloz do motorista Henri Paul, que se encontrava sob os efeitos do álcool e de um coquetel de drogas; rejeitando assim teorias da conspiração que alegam a tese de assassínio.

- Foi notificado que a Agência de Segurança Nacional dos Estados Unidos estivera monitorando as conversas de telefone de Diana (incluindo aquelas realizadas na noite do acidente), sem a permissão dos serviços de segurança do Reino Unido; mas os oficiais da NSA negam que Diana era um "alvo". Depois disso, Lord Stevens declarou que não havia "nada nas gravações (americanas) que pudesse realmente ajudar nesta investigação".

- Diana não estava noiva e não pretendia ficar noiva de Dodi, o que esconjura o testemunho do príncipe William, muito próximo à mãe. Dodi havia comprado um anel, o qual Diana estava usando na hora do desastre, mas que seria um "anel de amizade", de acordo com o ex-mordomo da princesa, Paul Burrell.

### Comentário de Lord Stevens
"A nossa conclusão é de que, com todos os dados disponíveis até hoje, não houve nenhuma conspiração contra qualquer ocupante daquele carro. Foi um trágico acidente. Estamos certos que a princesa de Gales não estava grávida no momento da sua morte. A nossa conclusão assenta em testes médico-legais, feitos ao sangue que encontramos no Mercedes".

### Opiniões contrárias ao inquérito
Em declarações a BBC, o pai de Dodi, Mohamed Al-Fayed, diz ter pareceres de cinco especialistas da medicina legal que são contrários às conclusões do relatório de Stevens, que é um "tolice" segundo o milionário empresário. Mohamed recebeu um exemplar do relatório, mas não estava presente em seu escritório na famosa loja de departamentos da Harrods, e vai contestar as conclusões em sessões num tribunal nos dias 8 e 9 de Janeiro. Mohamed ainda está procurando detalhes sobre o paradeiro do Fiat Uno branco que bateu no Mercedes antes do acidente na pilastra.

## Inquérito de 2007
Um novo inquérito sobre a morte de Diana, Princesa de Gales, e de Dodi Al-Fayed iniciou-se no dia 8 de janeiro de 2007, submetido a Dame Elizabeth Butler-Sloss. Em 24 de abril de 2007, ela pediu demissão, alegando que não possui "o grau de experiência em casos de júri" necessário para uma investigação importante como a morte de Diana. O caso será transferido em junho para o lorde da Justiça Scott Baker.

## Problemas mecânicos no veículo do acidente
O acidente deu-se com um Mercedes S280, propriedade do hotel Ritz, de Paris.
Em maio de 2017, foi revelado que o veículo já tinha tido um acidente em que capotou várias vezes, antes de ficar destruído. Depois, obteve-se autorização para que o carro fosse reconstruído. Karim Kazi, antigo motorista do hotel contou ter advertido a chefia para o perigo que o carro comportava, tendo aconselhado os seus superiores a retirá-lo de circulação, afirmando que "A partir dos 60 quilómetros por hora, era impossível controlá-lo".